# 吉備線
吉備線（きびせん）は、岡山県岡山市北区の岡山駅から岡山県総社市の総社駅に至る西日本旅客鉄道（JR西日本）の鉄道路線（地方交通線）である。愛称は桃太郎線（ももたろうせん）。
吉備線は、津山線とともに中国鉄道（現在の中鉄バス）が開通させた路線である。現在は観光地吉備路を走る路線であるが、当初は高梁川の舟運と岡山とを連絡する目的で建設された。このため総社の市街地の北側をかすめ、高梁や新見方面からの舟運との接続点であった湛井（『たたい』：現在の総社市井尻野）を終点としていた。のちに伯備線（当時の伯備南線）の建設により舟運が衰退することを見越し、湛井駅への路線を廃止し、東総社駅から同線の総社駅に至る路線へと変更している。津山線と同じく戦時買収の対象となり、国有化され現在に至っている。
全線がIC乗車カード「ICOCA」の岡山・広島エリアの岡山・福山地区に含まれており、中国統括本部が管轄している。2016年3月26日から導入された路線記号はU、ラインカラーは桃色（■）で、同時に桃太郎線の愛称が使用されている。

## 路線データ
- 管轄（事業種別）：西日本旅客鉄道（第一種鉄道事業者）
- 路線距離（営業キロ）：20.4 km
- 軌間：1,067 mm
- 駅数：10（起終点駅含む）
  - 吉備線所属駅に限定した場合、山陽本線所属の岡山駅と伯備線所属の総社駅[7]が除外され、8駅となる。
- 複線区間：なし（全線単線）
- 電化区間：なし（全線非電化）
- 閉塞方式：自動閉塞式（特殊）
- 運転指令所：中国総合指令所岡山指令所
- 最高速度：85 km/h
- IC乗車カード対応区間：
  - ICOCAエリア：全線

## 運行形態
吉備線は普通列車のみの運転で、2021年（令和3年）3月13日改正から3・4両編成の列車を含め線内の全列車でワンマン運転（都市型ワンマン）が実施されている。2025年（令和7年）3月15日改正時点で、全線を通して運転される列車は下りが29本、上りが28本ある。このほかにも岡山駅 - 備中高松駅間の区間運転列車が朝に2往復（土休日は1往復）運転されており、全線では1時間あたり1 - 2本程度が運転されている。2013年3月15日までは、津山線法界院駅まで直通する列車も運行されていた。吉備線の岡山駅 - 総社駅間は20.4 kmで、山陽本線・伯備線経由の26.6 kmよりも短いが、線路規格（国鉄時代の線路等級）が低く、非電化・単線であることから所要時間は長くかかる。
沿線には吉備津彦神社（備前一宮）や吉備津神社（備中一宮）、日本三大稲荷の一つとされる最上稲荷などがあることから、大晦日から元日にかけては初詣客のために終夜運転が行われている。この終夜運転は戦前の中国鉄道時代から行われていたという。2020年度は新型コロナウイルスの感染拡大で初詣客が分散し、需要が少ないと判断して運転を取りやめられたが、2021年度は2年ぶりに実施された。

### 昔ばなし列車
吉備線は桃太郎伝説が残る吉備国の中心を走行しており、吉備線開業100周年の記念イベントでは、2004年（平成16年）11月27日に備前三門駅 → 総社駅間のホームを舞台に見立て、桃太郎話と温羅伝説をもとした創作演劇が行われた。これ以降、吉備線沿線に関連する物語のスポット放送を行う「昔ばなし列車」（定期列車）が運転される日があり、『まんが日本昔ばなし』の声優である常田富士男のナレーションにより放送（録音テープによる自動放送）が行われている。

## 使用車両
非電化であるため後藤総合車両所岡山気動車支所の気動車が使用されている。JRの前身である日本国有鉄道（国鉄）の時代からの継承されたキハ40・キハ47形が専ら使用されており、キハ120形などのJR発足後に製造された車両は運用されていない。無煙化（蒸気機関車の運用廃止）は1971年（昭和46年）に達成されているが、1989年（平成元年）に瀬戸大橋線開業1周年記念のイベント列車として、蒸気機関車C56形160号機の牽引による「SL吉備路号」が岡山駅 - 総社駅間で運行されたことがある。

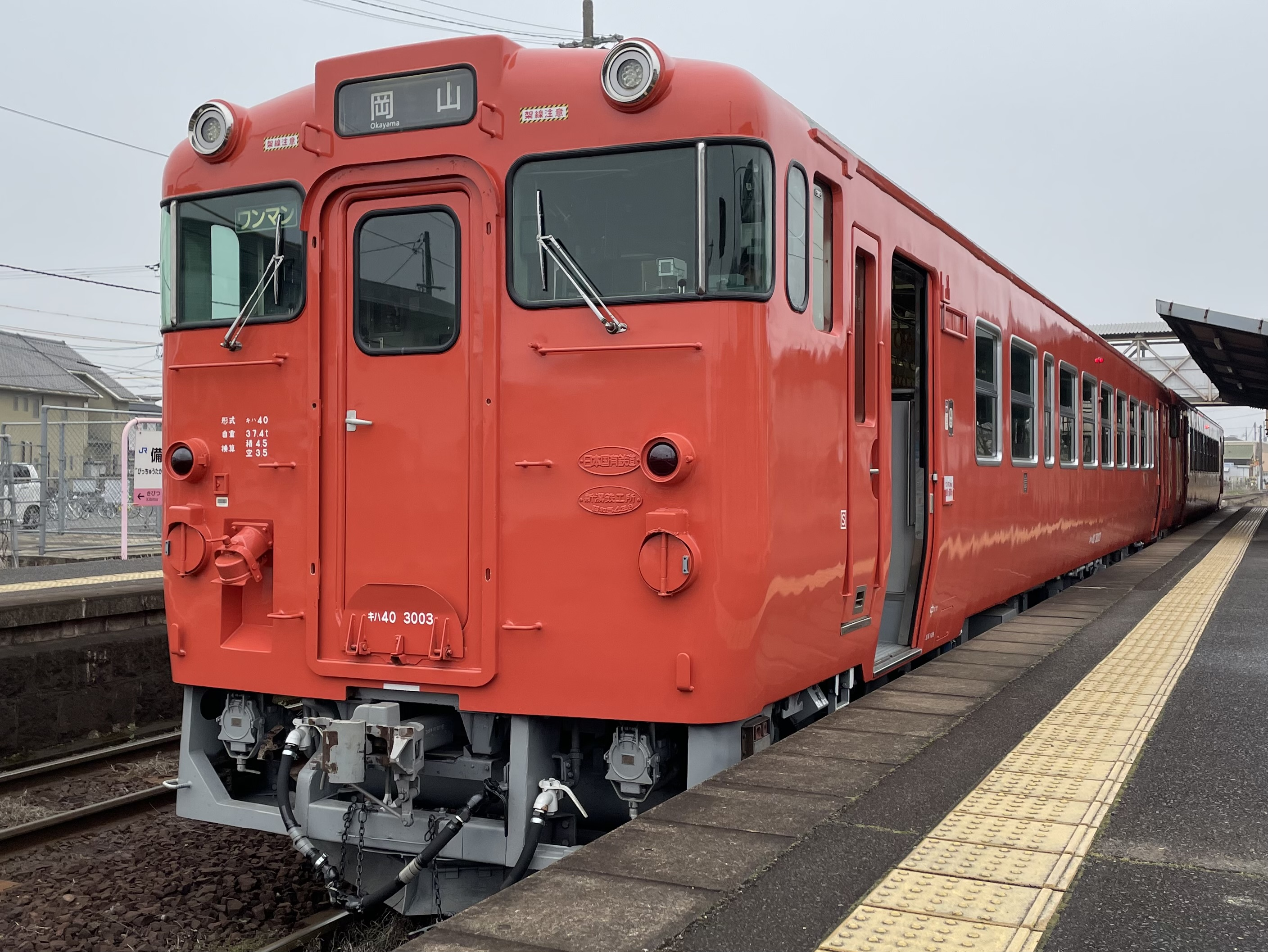
キハ40形
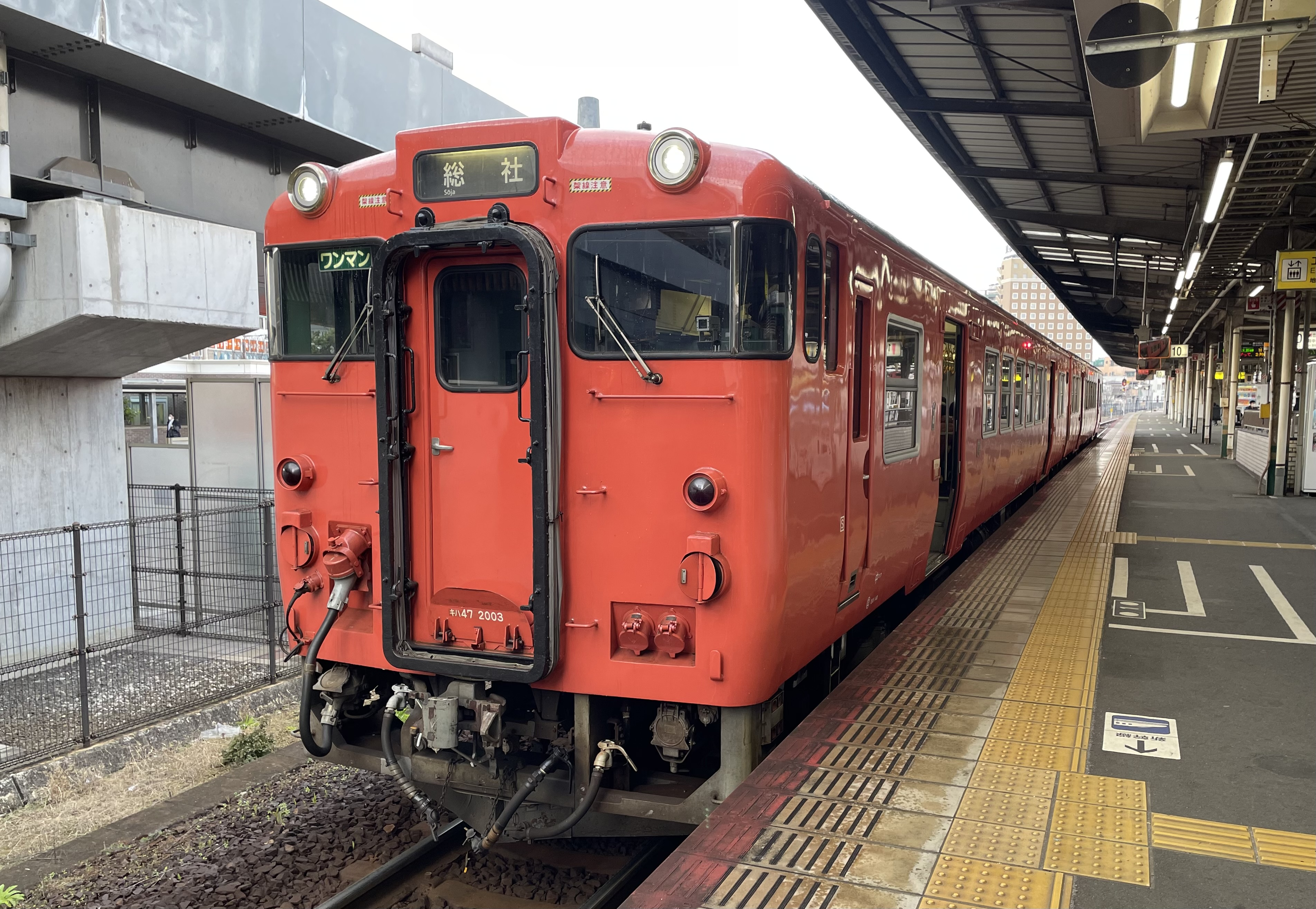
キハ47形

## 歴史

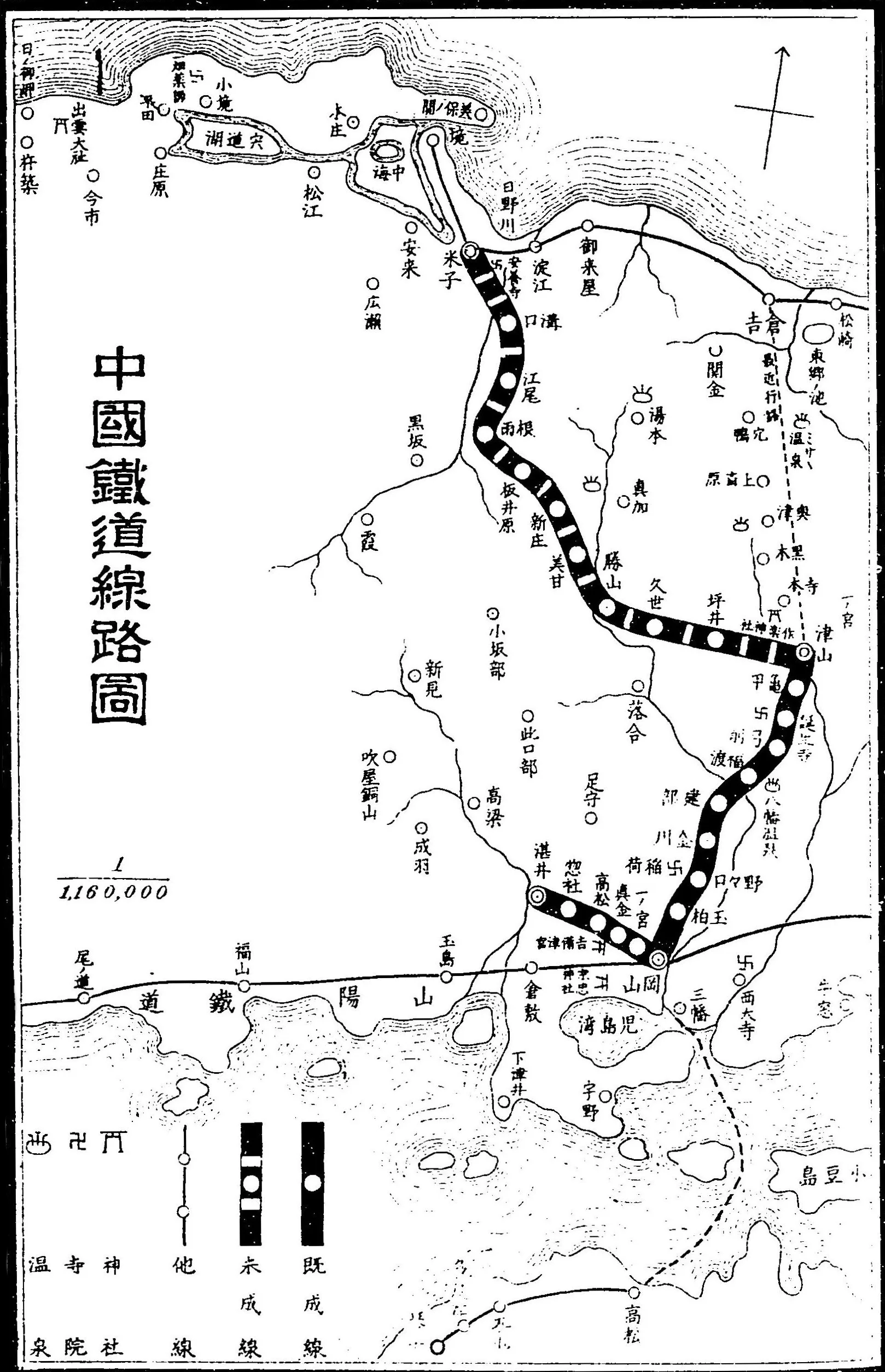
中国鉄道株式会社 1906年の路線図 （[ 木下立安『帝国鉄道要鑑』第3版 鉄道時報局 308頁左面]）図中の眞金駅は吉備津駅、高松駅は稲荷駅（1931年に備中高松駅と改称）のことで、1904年の吉備線開業時にそれぞれ吉備津駅、稲荷駅として開業している。裏面（次頁右面）の「中国鉄道 陰陽交通案内 名所の志るべ」には吉備津駅、稲荷駅とある。[ 同書第2版（1903年）の図]では吉備線は未成線として点線で描かれ、駅名も眞金駅、高松駅となっており、吉備線開業後の1906年の当図では点線を繋げ既成線を表す実線に変更しただけで駅名はそのままとなっている。

- 1904年（明治37年）11月15日：中国鉄道吉備線として岡山駅 - 湛井駅間（13.5 M≒21.73 km）が開業。三門駅（現在の備前三門駅）・一ノ宮駅（現在の備前一宮駅）・吉備津駅・稲荷駅（現在の備中高松駅）・足守駅・総社駅（現在の東総社駅）・湛井駅が開業[16]。
- 1908年（明治41年）4月20日：服部駅が開業。
- 1911年（明治44年）5月1日：稲荷山線 稲荷駅 - 稲荷山駅間（1.5 M≒2.41 km）が開業。平山停留場・稲荷山駅が開業。
- 1912年（明治45年）4月1日：稲荷山線 平山停留場が廃止。
- 1914年（大正3年）2月25日：大安寺仮停留場が開業。
- 1915年（大正4年）7月1日：大安寺仮停留場が大安寺停留場に変更。
- 1916年（大正5年）2月1日：一ノ宮駅が備前一宮駅に改称。
- 1925年（大正14年）
  - 2月17日：総社駅 - 湛井駅間（1.7 M≒2.74 km）が廃止。湛井駅が廃止。
  - 8月7日：総社駅 - 西総社駅間（0.9 M≒1.45 km）が延伸開業。国鉄西総社駅（現在の総社駅）に乗り入れ。
- 1928年（昭和3年）11月23日：大安寺停留場が大安寺駅に変更。
- 1930年（昭和5年）4月1日：営業キロの単位をマイルからメートルに変更（吉備線 12.7 M→20.5 km、稲荷山線 1.5 M→2.4 km）。
- 1931年（昭和6年）2月9日：稲荷駅が備中高松駅に改称。
- 1937年（昭和12年）
  - 7月10日：吉備津駅 - 備中高松駅間に常昌院プール前仮停留場が開業。
  - 9月1日：常昌院プール前仮停留場が廃止。
- 1944年（昭和19年）
  - 1月10日：稲荷山線 備中高松駅 - 稲荷山駅間休止。
  - 6月1日：中国鉄道の鉄道部門が国有化され、吉備線となる[17]（中国鉄道はバス事業者の中鉄バスとして現存）。休止中の稲荷山線 (2.4 km) が廃止。吉備線全線改キロ (-0.1 km)。三門駅が備前三門駅に改称。
- 1959年（昭和34年）
  - 10月1日：総社駅が東総社駅に改称。
  - 11月1日：西総社駅が総社駅に改称。
- 1962年（昭和37年）3月1日：備前一宮駅、吉備津駅、足守駅、東総社駅での貨物取扱廃止[2]。
- 1968年（昭和43年）
  - 9月30日：列車集中制御装置 (CTC) が導入される[18]。
  - 10月1日：服部駅で荷物扱い廃止[2][19]。無人駅化[20]。
- 1970年（昭和45年）2月1日：全線の貨物営業が廃止[2]。
- 1971年（昭和46年）
  - 3月25日：蒸気機関車の運用が廃止され、ディーゼル機関車化[18]。
  - 11月1日：備前三門駅、大安寺駅、備前一宮駅、吉備津駅、足守駅での荷物扱い廃止[2][21]。無人駅化される[22]（簡易委託駅化）。
- 1982年（昭和57年）6月21日：客車の運用が廃止され、気動車化[18]。
- 1984年（昭和59年）2月1日：備中高松駅、東総社での荷物扱い廃止[2]。東総社駅は簡易委託駅化される。
- 1987年（昭和62年）4月1日：国鉄分割民営化により西日本旅客鉄道が承継[2]。
- 1991年（平成3年）4月1日：岡山支社の管轄から備中鉄道部の管轄に変更[23]。ワンマン運転開始[23][24]。
- 年月日不明：備中鉄道部が廃止され、岡山支社の直轄になる[25]。
- 2004年（平成16年）4月1日：東総社駅が業務委託駅から無人化される。
- 2007年（平成19年）9月1日：全区間が「ICOCA」の利用エリアになる[26][27]。
- 2016年（平成28年）3月26日：路線記号・ラインカラーを導入、「桃太郎線」の愛称設定[4][5][6]。
- 2020年（令和2年）9月：駅ナンバー（駅番号）を岡山駅 - 総社駅間の全駅に順次導入[28]。
- 2021年（令和3年）
  - 3月13日：3・4両編成のワンマン運転が開始され、全列車ワンマン化。
  - 5月31日：備中高松駅のみどりの窓口が営業を終了。翌日から無人駅化される[29][30]。無人化に伴い、駅スタンプの設置を終了。
- 2022年（令和4年）10月1日：岡山支社の管轄から中国統括本部の管轄へ変更。

## LRT化の検討
2003年（平成15年）にJR西日本は将来的に吉備線を路面電車化し、ライトレール (LRT) への転換を検討していると発表した。これは吉備線が岡山市内を走っており、LRT化して駅数を増やせば乗客の増加が望めるというものである。同時に岡山電気軌道との相互乗り入れを行うなどさまざまな構想も浮かんでいる。
同時に発表された富山港線のLRT化は、廃線を前提としていたところから取り組みが始まったため、2006年（平成18年）に実現したが、吉備線ではその間も検討が続けられていた。
その後、岡山市は2010年度（平成22年度）中にJR西日本と具体的な協議に入ることを2010年（平成22年）2月17日に明らかにした。また、2014年（平成26年）に入り、沿線住民がLRT化の要望書を岡山市に提出、そして同年10月からは岡山市、総社市及びJR西日本の3者による基本計画検討会議が始まった。JR西の来島社長は会社発足30周年を前にマスコミ各社へのインタビューの中で、吉備線のLRT化については素案が既に出来ており、2017年度（平成29年度）中に一定の目処を付ける方向で地元自治体と協議中であることを明かしている。
2018年（平成30年）4月には岡山市・総社市・JR西日本との間で吉備線LRT化が正式に合意され、10年程度後の運行開始を目指すこととされた。
2021年2月7日、新型コロナウイルス感染症によりJR西日本が大幅な減収、岡山市および総社市においても税収減やコロナ対応により財政状況が悪化していることなどが要因で、LRT事業の支出が増える時期を前に3者協議が中断する見通しとなった。協議再開の時期は決まっておらず、2018年4月の3者合意時に約10年での実現を目指していた事業は大幅に遅れる見込み。

## 駅一覧
- 全列車普通列車（全駅に停車）
- 接続路線 … 駅名が異なる場合は⇒印で駅名を記す。
- 線路（全線単線） … ◇・∧：列車交換可能、｜：列車交換不可
- 全駅岡山県内に所在
- 駅ナンバーは2020年9月より順次導入[28]。

| 駅ナンバー | 駅名       | 営業キロ | 営業キロ | 接続路線 | 線路 | 所在地      |
| 駅ナンバー | 駅名       | 駅間     | 累計     | 接続路線 | 線路 | 所在地      |
| ---------- | ---------- | -------- | -------- | --- | ---- | ----------- |
| JR-U01     | 岡山駅     | -        | 0.0      | 西日本旅客鉄道： 山陽新幹線・ 山陽本線（JR-S01・JR-W01）・ 赤穂線（JR-N01）・ 伯備線（JR-V01）・ 宇野線（宇野みなと線：JR-L01・ 瀬戸大橋線：JR-M01）・ 津山線 岡山電気軌道：東山本線 ⇒ 岡山駅前停留場（H01・S01） | ◇    | 岡山市 北区 |
| JR-U02     | 備前三門駅 | 1.9      | 1.9      | | ｜   | 岡山市 北区 |
| JR-U03     | 大安寺駅   | 1.4      | 3.3      | | ◇    | 岡山市 北区 |
| JR-U04     | 備前一宮駅 | 3.2      | 6.5      | | ｜   | 岡山市 北区 |
| JR-U05     | 吉備津駅   | 1.9      | 8.4      | | ◇    | 岡山市 北区 |
| JR-U06     | 備中高松駅 | 2.6      | 11.0     | | ◇    | 岡山市 北区 |
| JR-U07     | 足守駅     | 2.4      | 13.4     | | ｜   | 岡山市 北区 |
| JR-U08     | 服部駅     | 2.8      | 16.2     | | ｜   | 総社市      |
| JR-U09     | 東総社駅   | 2.6      | 18.8     | | ◇    | 総社市      |
| JR-U10     | 総社駅     | 1.6      | 20.4     | 西日本旅客鉄道： 伯備線（JR-V07） 井原鉄道：井原線 | ∧    | 総社市      |

1. 1 2  赤穂線の正式な終点は山陽本線東岡山駅、伯備線の正式な起点は山陽本線倉敷駅だが、旅客列車は両線とも岡山駅に乗り入れている。

岡山駅・総社駅はJR西日本の直営駅、その他の駅は無人駅である。

### 廃止区間
( )内は起点からの営業キロ。

#### 東総社駅 - 湛井駅
1925年廃止区間
東総社駅 (0.00km) - 湛井駅 (2.74km)

#### 稲荷山線
1944年廃止区間（旧・中国鉄道稲荷山線）
備中高松駅 (0.0 km) - 平山停留場（約1.5 km） - 稲荷山駅 (2.4 km)
- 終点稲荷山駅から徒歩で中国稲荷山鋼索鉄道に連絡していた。当初はこの路線のみ762 mm軌間であったが、のちに吉備線と直通できるよう1,067 mmに改軌されている。
- 国有化時に吉備線の一部として廃止された。廃線跡の大部分が吉備高原自転車道に利用されている。

### 廃駅
- 常昌院プール前仮停留場：1937年廃止、吉備津駅 - 備中高松駅間（岡山駅起点約9.7km）

## 平均通過人員
各年度の平均通過人員（人/日）は以下のとおりである。
| 年度                   | 平均通過人員（人/日） | 出典   |
| 年度                   | 岡山 - 総社           | 出典   |
| ---------------------- | --------------------- | ------ |
| 2013年度（平成25年度） | 5,651                 | [ 39 ] |
| 2014年度（平成26年度） | 5,604                 | [ 40 ] |
| 2015年度（平成27年度） | 5,752                 | [ 41 ] |
| 2016年度（平成28年度） | 5,749                 | [ 42 ] |
| 2017年度（平成29年度） | 5,890                 | [ 43 ] |
| 2018年度（平成30年度） | 5,963                 | [ 44 ] |
| 2019年度（令和元年度） | 5,941                 | [ 45 ] |
| 2020年度（令和02年度） | 4,743                 | [ 46 ] |
| 2021年度（令和03年度） | 4,785                 | [ 47 ] |
| 2022年度（令和04年度） | 5,152                 | [ 48 ] |
| 2023年度（令和05年度） | 5,477                 | [ 49 ] |